# Bear McCreary
Bear McCreary (Fort Lauderdale, 17 de fevereiro de 1979) é um músico e compositor norte-americano de cinema, televisão e jogos eletrônicos residindo em Los Angeles, Califórnia. Ele é mais conhecido por seu trabalho na série de TV Battlestar Galactica e pelas séries Outlander e The Walking Dead. Ele também compôs a trilha sonora do jogo eletrônico God of War, de 2018.
McCreary ganhou um Emmy por seu trabalho em Da Vinci's Demons Sua mais recente indicação ao Emmy foi em 2015 de "Excelência em Composição Musical em uma Série" por seu trabalho na primeira temporada de Outlander.